# Audley Harrison
Audley Harrison (Londra, 26 ottobre 1971) è un ex pugile britannico.
Ha vinto la medaglia d'oro olimpica nel pugilato alle Olimpiadi 2000 svoltesi a Sydney, nella categoria pesi supermassimi.
Ha vinto tra l'altro anche una medaglia d'oro ai Giochi del Commonwealth nel 1998.